# Marcos Maidana
Marcos René Maidana (Margarita, 17 juli 1983) is een Argentijns voormalig bokser. Hij was in de periode 2004-2014 actief in de weltergewichtdivisie. Van zijn 40 gevechten won hij er 35.